# 엘 시크레토: 비밀의 눈동자
《엘 시크레토: 비밀의 눈동자》(스페인어: El secreto de sus ojos, 영어: The Secret in Their Eyes)는 2009년에 공개된 아르헨티나의 범죄 스릴러 영화이다. 후안 호세 캄파넬라가 감독, 각본을 맡았다. 에두아르도 사체리의 소설 《La pregunta de sus ojos》를 원작으로 한다. 제82회 아카데미상에서 외국어 영화상 부문에서 수상하였다.

## 줄거리
1974년 6월, 사법기관 요원 벤하민 에스포시토는 릴리아나 콜로토 데 모랄레스의 강간 및 살인 사건을 수사한다. 에스포시토는 그녀의 남편 리카르도에게 살인범을 찾아내 종신형에 처하도록 하겠다고 약속한다. 에스포시토는 그의 알코올 중독 파트너 파블로 산도발과 새로운 부서장 이레네 메넨데스-헤이스팅스의 도움을 받는다. 에스포시토의 라이벌인 로마노는 두 명의 건설 노동자(그중 한 명은 볼리비아 이민자)를 살인 혐의로 기소하고, 두 사람 모두 자백을 얻기 위해 고문을 당했다는 사실을 알게 된 에스포시토는 분노한다.
에스포시토는 리카르도가 준 릴리아나의 오래된 사진들을 보다가 단서를 찾는다. 그 사진들 중 많은 사진에는 이시도로 고메즈라는 남자가 그녀를 강박적으로 응시하고 있다. 에스포시토와 산도발은 치빌코이에 있는 고메즈의 어머니 집으로 몰래 들어간다. 침입 중에 그들은 고메즈가 어머니에게 보낸 편지들을 발견한다. 산도발은 그것들을 훔치고, 에스포시토는 부에노스아이레스로 돌아와서야 이 사실을 알게 된다. 그들의 "방문"은 상사들과의 문제를 일으킬 뿐이었고, 그들은 편지에서 아무런 증거도 찾을 수 없었다. 고메즈는 아내의 살인범을 필사적으로 찾던 리카르도가 고메즈의 어머니에게 부주의하게 전화를 걸어 여전히 잡히지 않고 있었다. 결국 이 사건은 종결된다.
1975년, 에스포시토는 레티로의 기차역에서 리카르도를 찾아 그가 여러 역에서 고메즈를 찾으려 했다는 것을 알게 된다. 에스포시토는 이레네를 설득하여 재조사를 시작한다. 한편, 술집에서 술에 취해있던 산도발은 한 가지를 발견한다. 그의 지인이 편지에 적힌 여러 이름들, 즉 아무런 관련이 없어 보이는 이름들이 라싱 축구 클럽의 축구 선수들이라고 식별하는 것이다. 고메즈가 라싱 팬임을 확인한 에스포시토와 산도발은 라싱과 우라칸의 경기에 참석하여 고메즈를 찾으려 한다.
우라칸 경기장에서 경기를 관람하는 사람들을 주시하던 에스포시토와 산도발은 군중 속에서 고메즈를 찾아내지만, 갑작스러운 골로 인해 혼란이 발생하고 고메즈는 도주한다. 추격전이 벌어지고, 고메즈는 경기장에 침입하다가 경기장 경비원들에게 붙잡힌다. 에스포시토와 이레네는 그를 불법적으로 심문하고, 이레네는 고메즈를 신체적으로 약하다고 비난하고 그의 남성성을 공격하여 자백하게 만든다. 고메즈는 재판을 받고 유죄 판결을 받지만, 로마노는 한 달 후에 그를 보석으로 풀어주고 에스포시토에게 복수하기 위해 그를 페론주의당 우익 세력의 청부업자로 고용한다. 에스포시토와 이레네는 이를 되돌리려 하지만 로마노의 방해로 저지된다. 에스포시토는 리카르도에게 그의 아내의 살인범은 결코 감옥에 가지 않을 것이라고 알린다.
몇 주 후, 산도발은 술집 싸움에 휘말리고, 에스포시토는 그를 아파트로 데려다주고 그의 아내를 데리러 간다. 에스포시토와 산도발의 아내가 돌아왔을 때, 그들은 문이 억지로 열려 있고, 에스포시토의 사진들이 뒤집혀 있으며, 산도발이 방에서 총에 맞아 죽어 있는 것을 발견한다. 에스포시토는 곧 로마노가 자신을 암살자를 보냈지만 산도발이 친구를 보호하기 위해 자신을 가장했다고 결론 내린다. 목숨의 위협을 느낀 에스포시토는 이레네의 사촌들과 함께 후후이주에 10년 동안 숨어 지낸다. 에스포시토는 1985년에 부에노스아이레스로 돌아와 고메즈가 사라졌고 이레네는 결혼하여 두 자녀를 두었다는 것을 알게 된다.
1999년, 에스포시토는 사건의 의미를 파악하려 하고 1975년에 부에노스아이레스주의 시골 지역에 있는 고립된 오두막으로 이사한 리카르도를 방문한다. 에스포시토가 리카르도에게 아내의 죽음과 이사벨 페론의 경호팀에 합류한 후 고메즈가 다시는 보이지 않았다는 불공정한 수사 종결을 어떻게 극복했는지 묻자 리카르도는 통제력을 잃는다. 리카르도는 에스포시토에게 몇 년 전 자신이 고메즈를 납치하여 살해했다고 말하고, 에스포시토는 떠난다. 그러나 잠시 후, 그는 리카르도가 수십 년 전 고메즈에게 쉬운 죽음을 원하지 않았다는 것을 기억하고, 에스포시토는 리카르도의 집으로 몰래 돌아가 리카르도가 고메즈에게 음식을 주고 있는 것을 발견한다. 고메즈는 25년 동안 완전한 고립 속에서 한 번도 말을 걸지 않고 감금되어 있었다. 고메즈는 에스포시토에게 인간적인 접촉을 간청한다. 리카르도는 비틀거리며 에스포시토에게 "종신형"을 약속했다고 말한다.
부에노스아이레스로 돌아온 에스포시토는 처음으로 산도발의 무덤을 찾는다. 그리고 나서 그는 이레네의 사무실로 가서 항상 기대했던 그녀에 대한 사랑을 고백할 준비를 한다. 이레네는 미소 지으며 문을 닫으라고 말한다.

## 배역
- 리카르도 다린 - 베냐민 에스포시토 역
- 솔레다드 비야밀 - 이레네 하스팅스 역
- 기예르모 프란첼라 - 파블로 산도발 역
- 파블로 라고 - 리카르도 모랄레스 역
- 하비에르 고디노 - 이시도로 고메스 역
- 마리아노 아르헨토 - 로마노 역
- 카를라 케베도 - 릴리아나 콜로토 역
- 호세 루이스 지오아 - 바에스 역

## KBS 성우진 (2011년 3월 5일)
- 이정구 - 베냐민(리카르도 다린)
- 윤소라 - 이레네(솔레다드 비야밀)
- 오세홍 - 산도발(기예르모 프란첼라)
- 안용욱 - 모랄레스(파블로 라고)
- 이윤선 - 로마노(마리아노 아르헨토)
- 김정호 - 포르투나
- 윤병화 - 바에스(호세 루이스 지오아)
- 이규석 - 고메즈(하비에르 고디노)
- 은정 - 릴리아나(카를라 케베도)
- 곽윤상 - 안드레타
- 최창석 - 에두아르도
- 김태영 - 시코라
- 전승화 - 마리아노
- 조세령 - 산도발 부인